# 진홍의 해적
진홍의 해적(The Crimson Pirate)은 미국에서 제작된 로버트 시오드맥 감독의 1952년 액션, 코미디, 모험 영화이다. 버트 랭카스터 등이 주연으로 출연하였다.

## 출연

### 주연
- 버트 랭카스터
- 닉 그라뱃

### 조연
- 에바 바톡
- 토린 댓처
- 제임스 헤이터
- 레슬리 브래들리
- 마곳 그레이엄

## 제작진
- 의상: 마저리 베스트
- 의상: 마가렛 퍼스